# Dave Frishberg

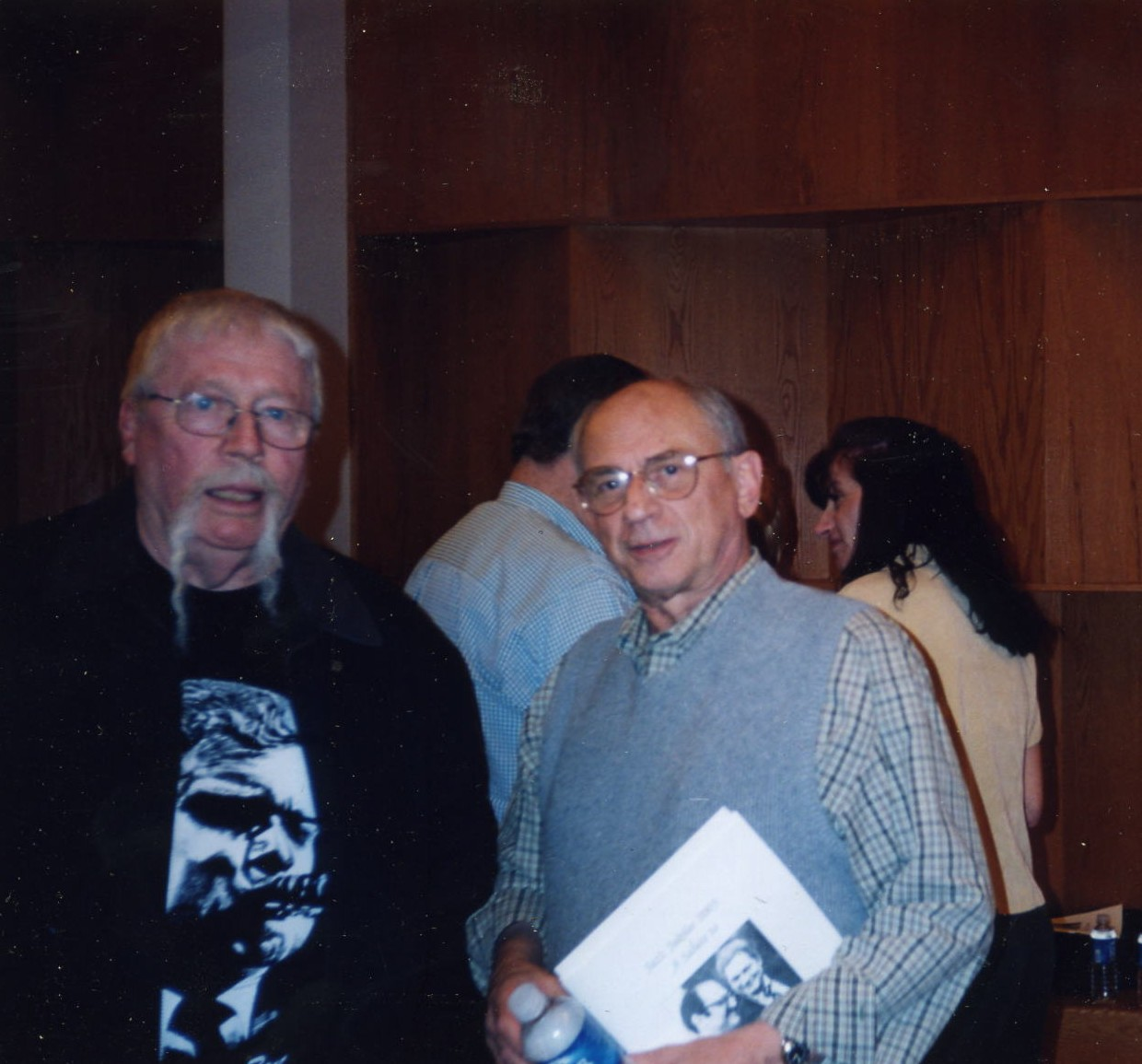
Dave Frishberg (rechts) mit Dick Sheridan (2005)

Dave Frishberg (* 23. März 1933 in Saint Paul, Minnesota; † 17. November 2021 in Portland, Oregon) war ein amerikanischer Journalist und Jazzmusiker (Piano, Gesang, Komposition).

## Leben und Wirken
Frishberg weigerte sich als Kind, klassisches Piano zu lernen, zeigte aber Interesse an Boogie-Woogie und Blues. Als Heranwachsender spielte er in der Hausband des Flame in St. Paul, wo Art Tatum, Billie Holiday und Johnny Hodges auftraten. Er studierte Journalismus an der University of Minnesota (M.A. 1955) und leistete dann seinen Wehrdienst in der Luftwaffe ab. 1957 zog er nach New York City, wo er als Radiojournalist bei WNEW tätig war, bevor er Pausenpianist im Duplex in Greenwich Village wurde. Dann wurde er Mitglied im Quartett von Bud Freeman und spielte auch mit Gene Krupa, Kai Winding, Carmen Leggio und Eddie Condon. In den nächsten Jahren begleitete er Sänger wie Carmen McRae, Odetta, Jimmy Rushing oder Dick Haymes. Er wurde bekannt für Songs, die er schrieb, wie Peel Me a Grape, das 1962 mit Blossom Dearie zum Hit wurde, und I'm Hip, das er mit Bob Dorough verfasste. Viele weitere Songs wurden auch von Rosemary Clooney, Anita O’Day, Diana Krall, Meredith D’Ambrosio, Stacey Kent, John Pizzarelli und Mel Tormé aufgeführt. In den 1960er Jahren arbeitete er auch mit Ben Webster sowie mit Al Cohn und Zoot Sims.
1971 zog er nach Los Angeles, um Songs für die Fernsehsendung The Funny Side und für den Film zu schreiben, bevor er sich Herb Alpert und Jack Sheldon anschloss, selbst mit dem Singen begann und ab 1977 eine Solokarriere anstrengte. Er legte zahlreiche eigene Alben vor und trat regelmäßig in amerikanischen und europäischen Jazzclubs auf. Daneben arbeitete er mit Rebecca Kilgore und Carol Fredette. Ab 1986 lebte er mit seiner Familie in Portland (Oregon). Connie Evingson legte mit Little Did I Dream ein Album mit seinen Songs vor.

## Diskographische Hinweise
- Getting Some Fun Out of Life (Concord Records, 1977)
- You’re a Lucky Guy (Concord, 1978)
- Classics (Concord Records, 1982)
- Let’s Eat Home (Concord Records, 1990)
- Double Play (Arbors Records, 1993, Duo mit Jim Goodwin)
- Retromania: At the Jazz Bakery (Arbors Records, 2005)
- By Himself: Arbors Piano Series, Volume 3 (Arbors Records, 1998)

## Lexigraphische Einträge
- Carlo Bohländer, Karl Heinz Holler: Reclams Jazzführer (= Reclams Universalbibliothek. Nr. 10185/10196). Reclam, Stuttgart 1970, ISBN 3-15-010185-9.
- Ian Carr, Digby Fairweather, Brian Priestley: Rough Guide Jazz. Der ultimative Führer zur Jazzmusik. 1700 Künstler und Bands von den Anfängen bis heute. Metzler, Stuttgart/Weimar 1999, ISBN 3-476-01584-X.
- Leonard Feather, Ira Gitler: The Biographical Encyclopedia of Jazz. Oxford University Press, New York 1999, ISBN 0-19-532000-X.

### Nachrufe, Interviews und Features
- Francis Dave: Not Singing Too Much: A vocal performance by the pianist and songwriter Dave Frishberg is more like a series of witty asides. The Atlantic, 19. November 2021, abgerufen am 20. November 2021 (englisch).
- James Gavin: Dave Frishberg, songwriter with a gimlet eye and a tender heart, has died at 88. WBGO, 19. November 2021, abgerufen am 20. November 2021 (englisch).
- Rachel Scully: Songwriter Dave Frishberg, of 'I'm Just a Bill' fame, dies at 88. The Hill, 18. November 2021, abgerufen am 20. November 2021 (englisch).
- Roseanna Vitro: American Composer: The Wit & Wisdom of Dave Frishberg. JazzTimes, 18. November 2021, abgerufen am 20. November 2021 (englisch).